# Douglas Gordon Cheyne
Douglas Gordon Cheyne, britanski general, * 1889, † 1966.